# Clos-Fontaine
Clos-Fontaine är en kommun i departementet Seine-et-Marne i regionen Île-de-France i norra Frankrike. Kommunen ligger i kantonen Mormant som tillhör arrondissementet Melun. År 2022 hade Clos-Fontaine 235 invånare.

## Befolkningsutveckling
Antalet invånare i kommunen Clos-Fontaine
| Referens: INSEE |